# Arco con lambrequines

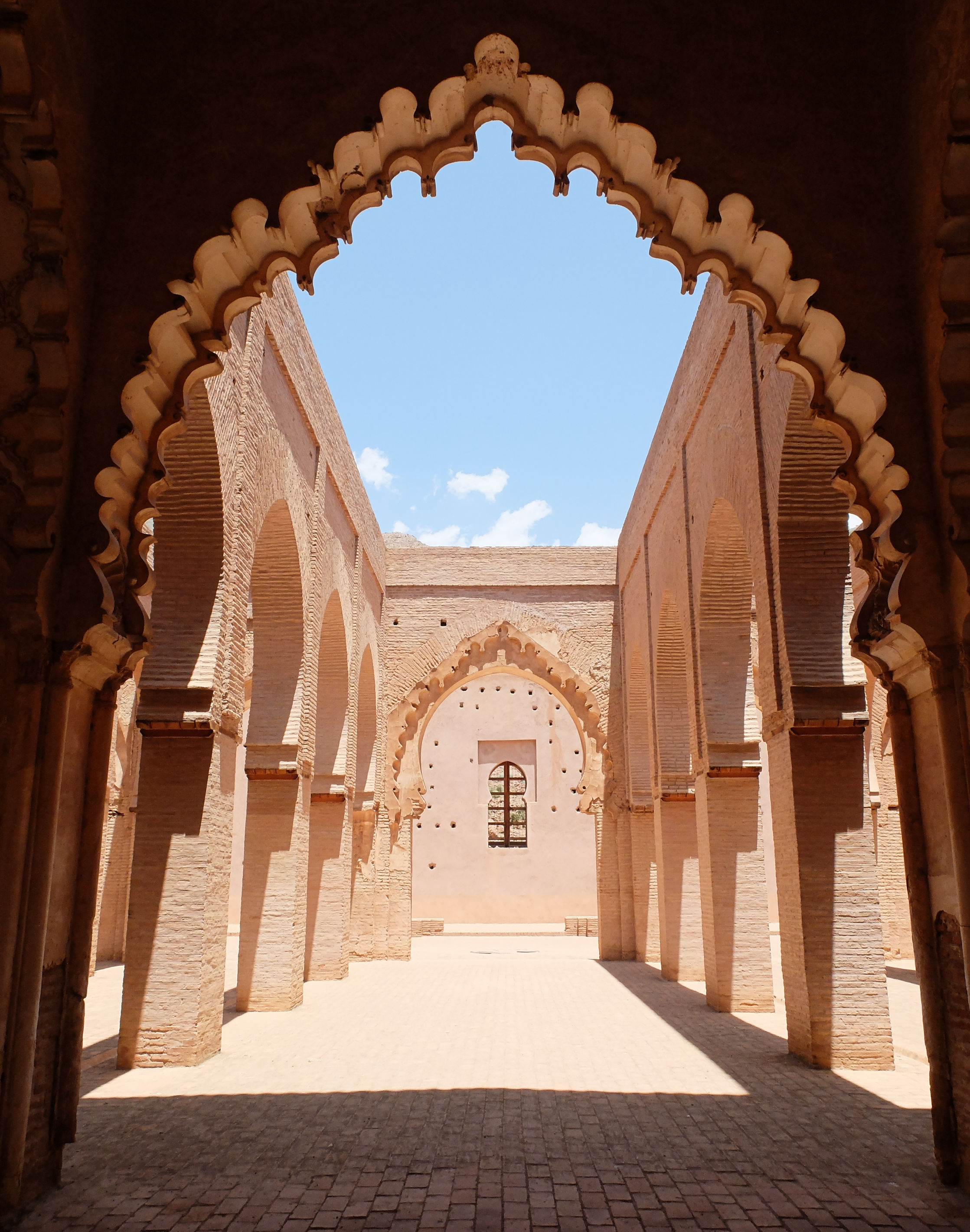
Un arco con lambrequines en la Mezquita de Tinmal

El arco con lambrequines (o también arco lambrequín o arco de lambrequines), es un tipo de arco con un perfil adornado mediante lóbulos y puntas. Es especialmente característico de la arquitectura morisca y de la arquitectura de Marruecos.
En ocasiones está relacionado con el arco con mocárabes, de forma que ambas denominaciones se aplican a los dos tipos de arcos.

## Origen del nombre
La palabra lambrequín, de origen francés, sirve para designar en heráldica a un tipo de adornos (que por lo general consisten en hojas de acanto o plumas), que rodean un escudo de armas. El uso de la palabra lambrequín para describir este tipo de arcos es una referencia a la similitud de la disposición del ornamento heráldico y del arquitectónico.

## Características
Debido al parecido entre ambos, el arco con lambrequines es en ocasiones denominado arco con mocárabes (o "muqarnas"), un tipo de arco específico, en cuyas superficies internas se disponen los citados mocárabes. Algunos estudiosos especulan que el arco con lambrequines se derivó del uso de "muqarnas" en los arcos.: 232 : 123  Además, los arcos con lambrequines comúnmente disponían de "muqarnas" colocadas en su intradós. Sus orígenes también se remontan a los arcos "mixtilineales", como los utilizados en el oratorio del Palacio de la Aljafería del siglo XI en Zaragoza.
Este tipo de arco se introdujo en las regiones del Magreb y al-Ándalus durante el período almorávide (siglos XI-XII), con una aparición temprana en la sección funeraria de la Mezquita de Qarawiyyin (en Fez), que data de principios del siglo XII.: 232  Posteriormente, se hizo común en las arquitecturas almohade, meriní y nazarí. En muchos casos se utilizó para resaltar los arcos situados cerca del área del mihrab de una mezquita. Los arcos de muqarnas también se encuentran abundantemente en los palacios de la Alhambra en Granada, especialmente en el Patio de los Leones.

## Ejemplos

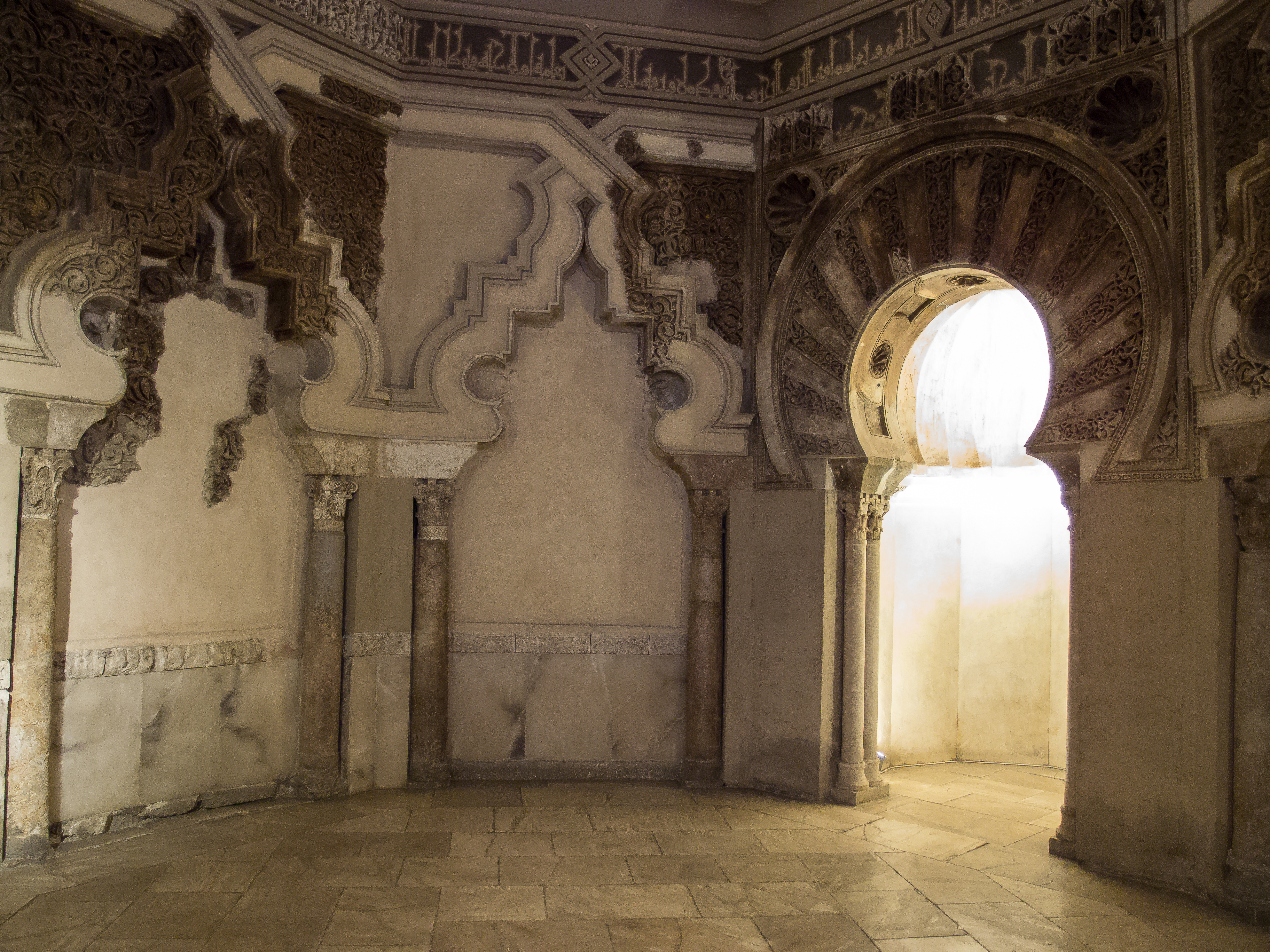
Ejemplo de arcos "mixtilíneos" más primitivos (izquierda y centro) en la Aljafería de Zaragoza (siglo XI)
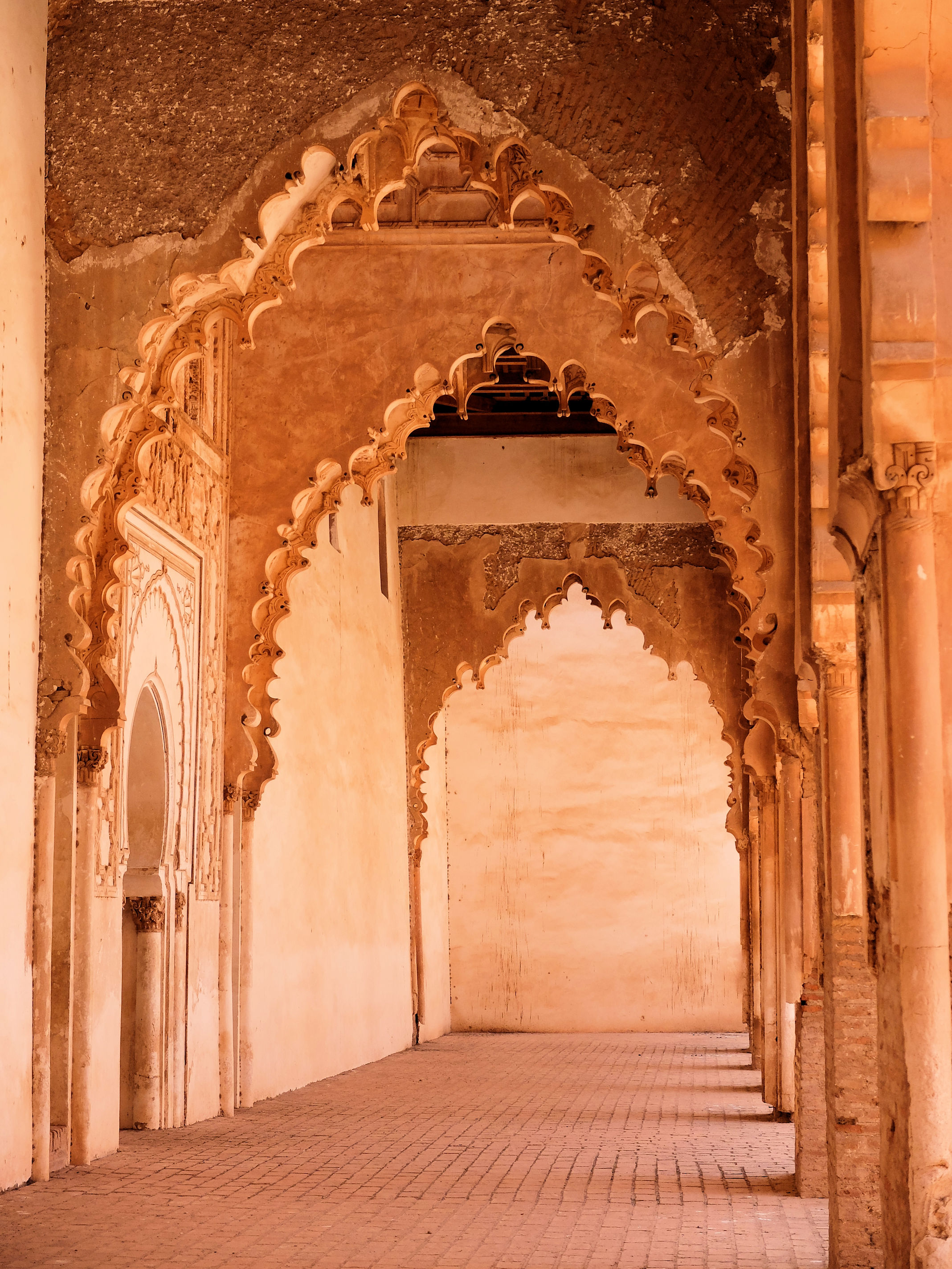
Arcos con lambrequines en el pasillo de la alquibla de la Mezquita de Tinmal (mediados del siglo XII)
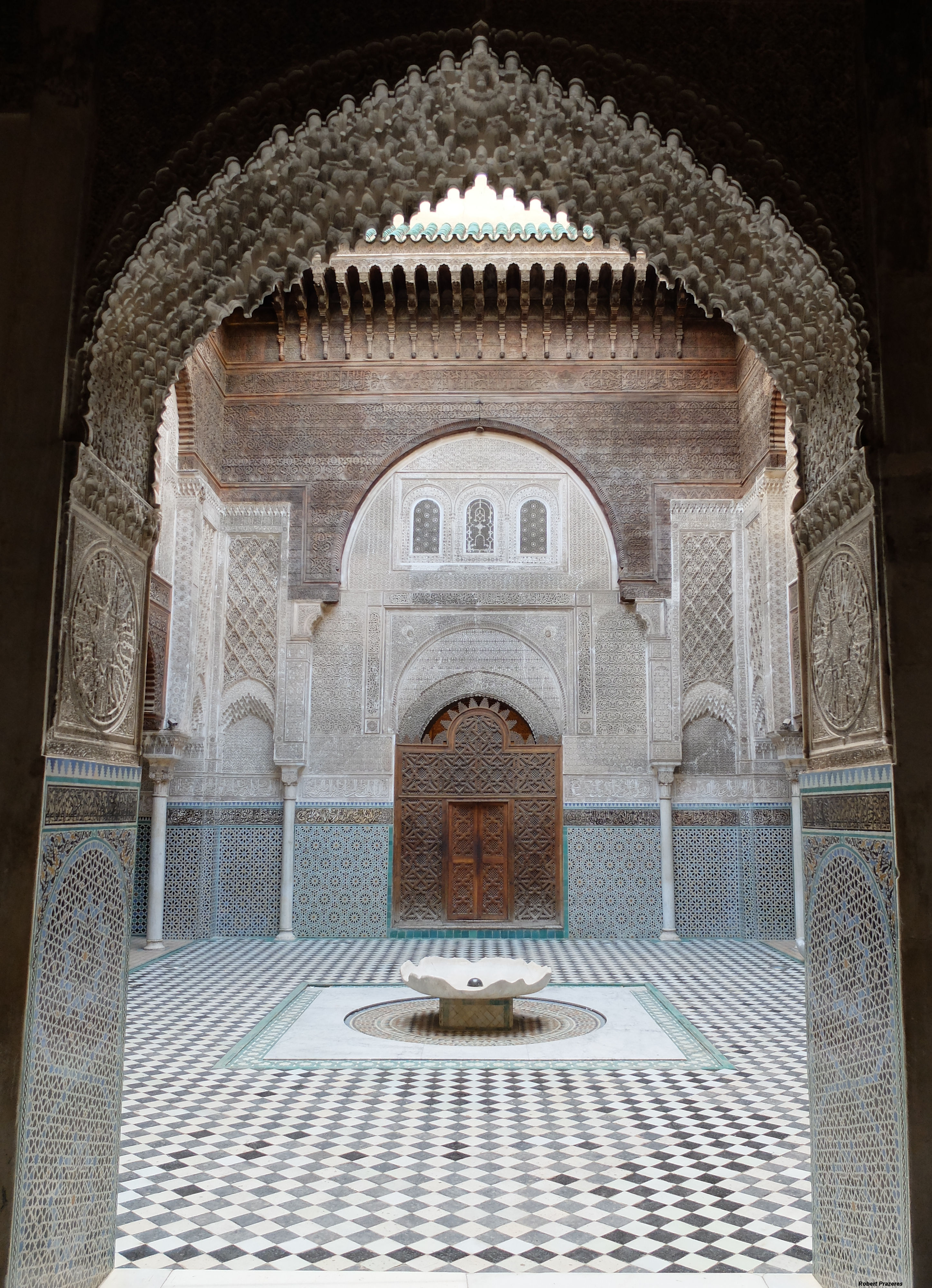
Un arco lambrequín o de "muqarnas", decorado con mocárabes en la Madrasa de Al-Attarine, Fez (1323-1325)
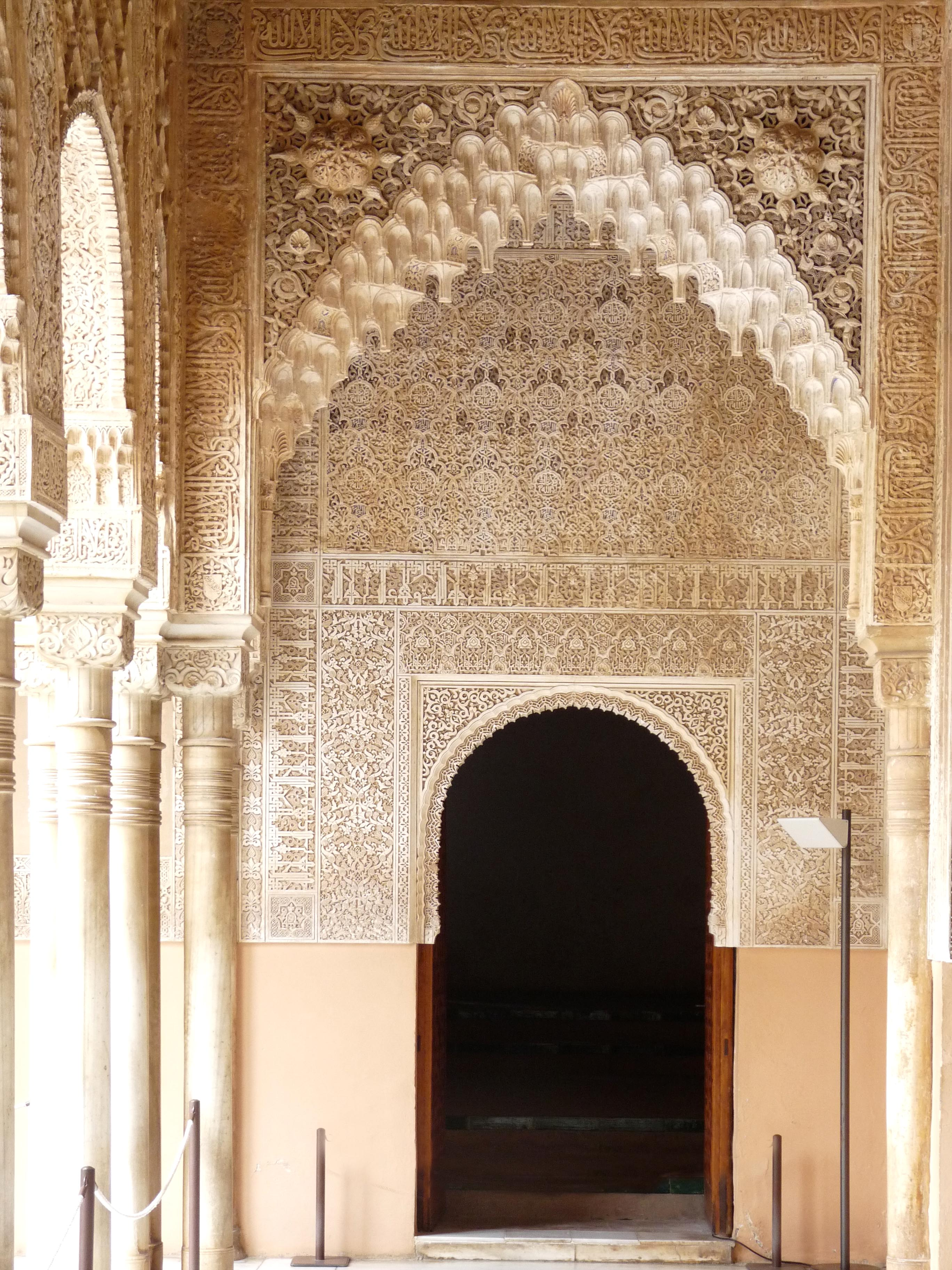
Un arco con lambrequines/muqarnas (arriba) en la galería del Patio de los Leones en la Alhambra, Granada (siglo XIV)
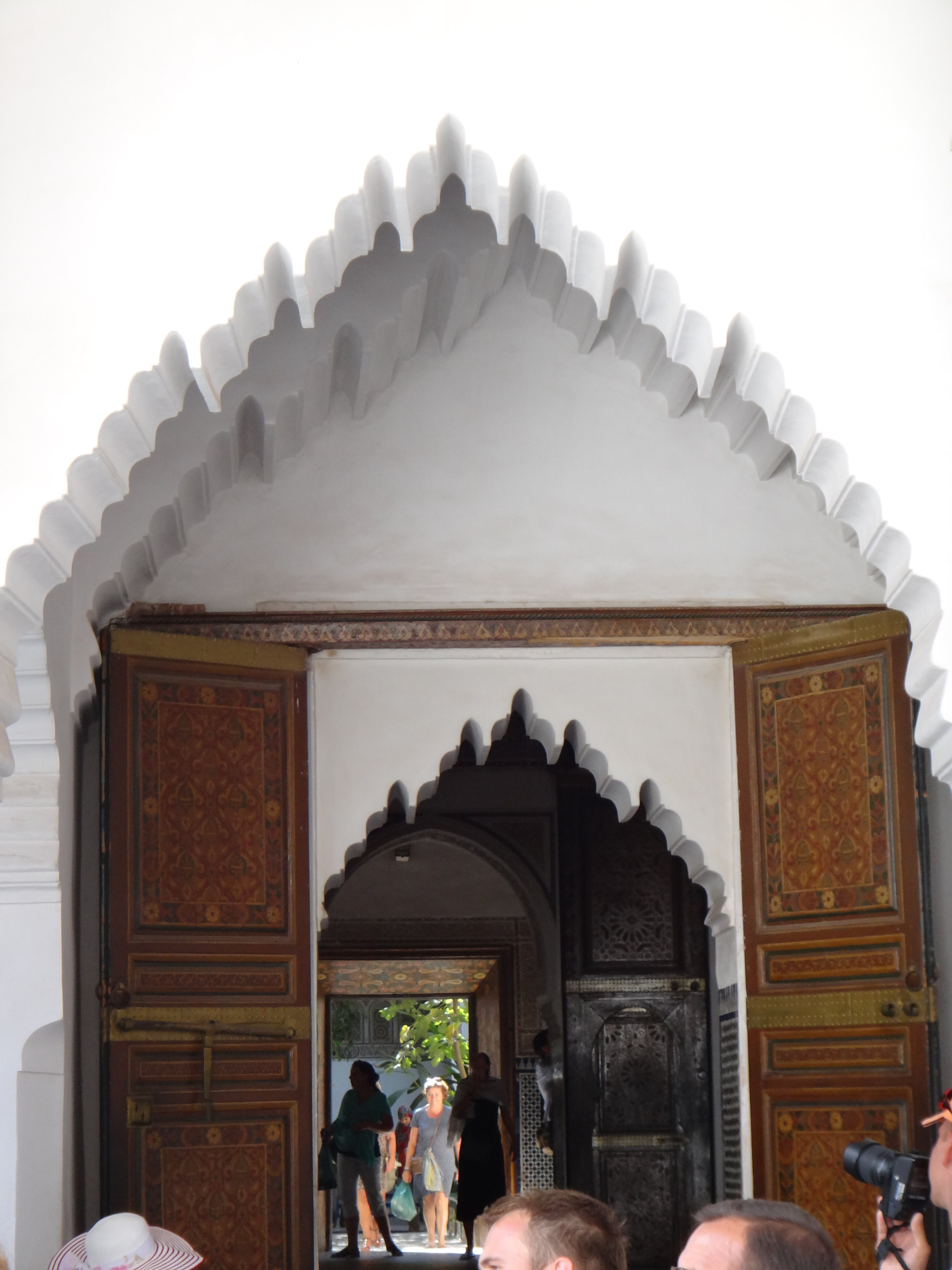
Arcos con lambrequines en el Palacio de la Bahía en Marrakech, Marruecos (finales del siglo XIX)